# Erytrea na Letnich Igrzyskach Olimpijskich 2008
Erytreę na Letnich Igrzyskach Olimpijskich 2008 reprezentowało 11 zawodników – wszyscy oni startowali w lekkoatletyce.
Był to trzeci start reprezentacji Erytrei na letnich igrzyskach olimpijskich.

## Wyniki reprezentantów Erytrei

### Lekkoatletyka
| Zawodnik             | Konkurencja     | Bieg eliminacyjny | Bieg eliminacyjny | Półfinał | Półfinał | Finał    | Miejsce |
| Zawodnik             | Konkurencja     | Wynik             | Miejsce           | Wynik    | Miejsce  | Wynik    | Miejsce |
| -------------------- | --------------- | ----------------- | ----------------- | -------- | -------- | -------- | ------- |
| Hais Welday          | bieg na 1500 m  | 3:45.06           | ?                 | NQ       | NQ       | NQ       | 41      |
| Kidane Tadesse       | bieg na 5000 m  | 13:37.72          | ?                 |          |          | 13:28.40 | 10      |
| Ali Abdalla          | bieg na 5000 m  | 13:49.68          | ?                 |          |          | NQ       | 22      |
| Simret Sultan        | bieg na 5000 m  |                   |                   |          |          | 15:16.25 | 17 NR   |
| Zersenay Tadese      | bieg na 10000 m |                   |                   |          |          | 27:05.11 | 5       |
| Kidane Tadesse       | bieg na 10000 m |                   |                   |          |          | 27:36.11 | 12      |
| Teklemariam Medhin   | bieg na 10000 m |                   |                   |          |          | 28:54.33 | 32      |
| Yared Asmerom        | maraton         |                   |                   |          |          | 2:11:11  | 8       |
| Yonas Kifle          | maraton         |                   |                   |          |          | 2:20:23  | 36      |
| Tesfayohannes Mesfen | maraton         |                   |                   |          |          | DNF      |         |
| Nebiat Habtemariam   | maraton         |                   |                   |          |          | 2:37:03  | 47      |